# Olympische Sommerspiele 1936/Teilnehmer (Jugoslawien)
| Gelbes Symbol für Goldmedaillen mit stilisierten Olympischen Ringen | Graues Symbol für Silbermedaillen mit stilisierten Olympischen Ringen | Braundes Symbol für Bronzemedaillen mit stilisierten Olympischen Ringen |
| ------------------------------------------------------------------- | --------------------------------------------------------------------- | ----------------------------------------------------------------------- |
| —                                                                   | 1                                                                     | —                                                                       |

Jugoslawien nahm an den Olympischen Sommerspielen 1936 in Berlin mit einer Delegation von 90 Athleten teil.
Leon Štukelj gewann für das Königreich Jugoslawien eine Silbermedaille im Kunstturnen.

## Sportarten
| Männliche Teilnehmer aus Jugoslawien | Männliche Teilnehmer aus Jugoslawien | Männliche Teilnehmer aus Jugoslawien                                | Männliche Teilnehmer aus Jugoslawien | Männliche Teilnehmer aus Jugoslawien |
| Sportart                             | Sportler                             | Disziplin                                                           | Platz                                | Bemerkung |
| ------------------------------------ | ------------------------------------ | ------------------------------------------------------------------- | ------------------------------------ | --- |
| Leichtathletik                       | Jaša Bakov                           | Stabhochsprung                                                      | –                                    | im Vorkampf ausgeschieden mit 3,70 Meter |
| Leichtathletik                       | August Banščak                       | 400 m Hürden                                                        | –                                    | im Vorlauf ausgeschieden mit 61,5 Sekunden |
| Leichtathletik                       | Julije Bauer                         | 100-Meter-Lauf                                                      | –                                    | im Vorlauf ausgeschieden |
| Leichtathletik                       | Ivo Buratović                        | Weitsprung                                                          | –                                    | im Vorkampf ausgeschieden |
| Leichtathletik                       | Petar Goić                           | Hammerwurf                                                          | –                                    | im Vorkampf ausgeschieden |
| Leichtathletik                       | Vane Ivanović                        | 110 m Hürden 400 m Hürden                                           | –                                    | im Halbfinale ausgeschieden im Vorlauf ausgeschieden mit 54,7 Sekunden                                                                                                  |
| Leichtathletik                       | Nikola Kleut                         | Diskuswurf                                                          | –                                    | im Vorkampf ausgeschieden |
| Leichtathletik                       | Aleksa Kovačević                     | Kugelstoßen                                                         | –                                    | im Halbfinale ausgeschieden mit 14,74 Meter |
| Leichtathletik                       | Ivan Krevs                           | 5000-Meter-Lauf                                                     | –                                    | im Vorlauf ausgeschieden |
| Leichtathletik                       | Rudolf Markušić                      | Speerwurf                                                           | –                                    | im Vorkampf ausgeschieden |
| Leichtathletik                       | Jovan Mikić                          | Dreisprung                                                          | –                                    | im Halbfinale ausgeschieden mit 13,90 Meter |
| Leichtathletik                       | Hans Mohr                            | Hochsprung                                                          | –                                    | im Vorkampf ausgeschieden mit 1,70 Meter |
| Leichtathletik                       | Veljko Narančić                      | Diskuswurf                                                          | –                                    | im Vorkampf ausgeschieden |
| Leichtathletik                       | Stane Šporn                          | Marathon                                                            | 41                                   | 3:30:47,0 |
| Leichtathletik                       | Milan Stepišnik                      | Hammerwurf                                                          | –                                    | im Vorkampf ausgeschieden |
| Ringen (griechisch-römisch)          | Antun Fischer                        | Weltergewicht                                                       | –                                    | nach einem Sieg gegen Rieder (SUI) sowie Niederlagen gegen Goldmedaillengewinner Svedberg (SWE) und Silbermedaillengewinner Schäfer (GER) in der 3. Runde ausgeschieden |
| Ringen (griechisch-römisch)          | Kalman Kiš                           | Mittelgewicht                                                       | –                                    | nach einem Sieg gegen Přibyl (TCH) sowie Niederlagen gegen Bronzemedaillengewinner Palotás (HUN) und Ibrahim Erabi (EGY) in der 3. Runde ausgeschieden                  |
| Ringen (griechisch-römisch)          | Stevan Nađ                           | Schwergewicht                                                       | –                                    | nach Niederlagen gegen Bronzemedaillengewinner Hornfischer (GER) und Swejnieks (LAT) in der 2. Runde ausgeschieden                                                      |
| Ringen (griechisch-römisch)          | Tomo Šestak                          | Federgewicht                                                        | –                                    | nach Niederlagen gegen Janda (TCH) und Móri (HUN) in der 2. Runde ausgeschieden                                                                                         |
| Ringen (griechisch-römisch)          | Karlo Toth                           | Bantamgewicht                                                       | –                                    | nach Niederlagen gegen Voigt (DEN) und Tojar (ROM) in der 2. Runde ausgeschieden                                                                                        |
| Fechten                              | Eugen Jakobčić                       | Säbel                                                               | –                                    | Mannschaft: ausgeschieden in der ersten Runde |
| Fechten                              | Mirko Koršić                         | Florett                                                             | –                                    | Einzel: ausgeschieden in der ersten Runde; Mannschaft: ausgeschieden in der zweiten Runde                                                                               |
| Fechten                              | Edo Marion                           | Florett Säbel                                                       | –                                    | Einzel: ausgeschieden in der zweiten Runde; Mannschaft: ausgeschieden in der zweiten Runde Mannschaft: ausgeschieden in der ersten Runde                                |
| Fechten                              | Vladimir Mažuranić                   | Florett                                                             | –                                    | Mannschaft: ausgeschieden in der zweiten Runde |
| Fechten                              | Aleksandar Nikolić                   | Florett                                                             | –                                    | Mannschaft: ausgeschieden in der zweiten Runde |
| Fechten                              | Marjan Pengov                        | Florett                                                             | –                                    | Einzel: ausgeschieden in der ersten Runde; Mannschaft: ausgeschieden in der zweiten Runde                                                                               |
| Fechten                              | Pavao Pintarić                       | Säbel                                                               | –                                    | Einzel: ausgeschieden in der ersten Runde; Mannschaft: ausgeschieden in der ersten Runde                                                                                |
| Fechten                              | Milivoj Radović                      | Säbel                                                               | –                                    | Einzel: ausgeschieden in der ersten Runde; Mannschaft: ausgeschieden in der ersten Runde                                                                                |
| Fechten                              | Krešo Tretinjak                      | Florett Säbel                                                       | –                                    | Mannschaft: ausgeschieden in der zweiten Runde Mannschaft: ausgeschieden in der ersten Runde                                                                            |
| Radsport                             | Franjo Gartner                       | Einzelfahren 100 km                                                 | 16                                   | |
| Radsport                             | Josip Pokupec                        | Einzelfahren 100 km                                                 | –                                    | ohne Zeit |
| Radsport                             | August Prosenik                      | Einzelfahren 100 km                                                 | 12                                   | 2:33:07,2, zeitgleich mit Sørensen (DAN) |
| Radsport                             | Ivan Valant                          | Einzelfahren 100 km                                                 | –                                    | ohne Zeit |
| Rudern                               | Ćiril Ban                            | Vierer mit Achter                                                   | –                                    | jeweils im Hoffnungslauf ausgeschieden |
| Rudern                               | Leonardo Bujas                       | Achter                                                              | –                                    | im Hoffnungslauf ausgeschieden |
| Rudern                               | Ivo Fabris                           | Zweier mit                                                          | 6                                    | Sechster im Finale in 9:19,4 Minuten |
| Rudern                               | Vid Fašaić                           | Doppelzweier                                                        | –                                    | im Hoffnungslauf ausgeschieden |
| Rudern                               | Špiro Grubišić                       | Achter                                                              | –                                    | im Hoffnungslauf ausgeschieden |
| Rudern                               | Davor Jelaska                        | Einer                                                               | –                                    | im Hoffnungslauf ausgeschieden |
| Rudern                               | Vice Jurišić                         | Vierer mit Achter                                                   | –                                    | jeweils im Hoffnungslauf ausgeschieden |
| Rudern                               | Ante Krnčević                        | Achter                                                              | –                                    | im Hoffnungslauf ausgeschieden |
| Rudern                               | Stipe Krnčević                       | Vierer mit Achter                                                   | –                                    | jeweils im Hoffnungslauf ausgeschieden |
| Rudern                               | Pavao Ljubičić                       | Zweier mit (Steuermann) Vierer mit (Steuermann) Achter (Steuermann) | 6 –                                  | Sechster im Finale in 9:19,4 Minuten im Hoffnungslauf ausgeschieden |
| Rudern                               | Drago Matulaj                        | Doppelzweier                                                        | –                                    | im Hoffnungslauf ausgeschieden |
| Rudern                               | Elko Mrduljaš                        | Zweier mit                                                          | 6                                    | Sechster im Finale in 9:19,4 Minuten |
| Rudern                               | Rade Sunara                          | Vierer mit Achter                                                   | –                                    | jeweils im Hoffnungslauf ausgeschieden |
| Rudern                               | Marjan Zaninović                     | Achter                                                              | –                                    | im Hoffnungslauf ausgeschieden |
| Schießen                             | Lazar Jovanović                      | Schnellfeuerpistole                                                 | –                                    | im Vorkampf ausgeschieden |
| Schwimmen                            | Tone Cerer                           | 4 × 200 m Freistil                                                  | –                                    | im Vorlauf ausgeschieden |
| Schwimmen                            | Zmaj Defilipis                       | 4 × 200 m Freistil                                                  | –                                    | im Vorlauf ausgeschieden |
| Schwimmen                            | Tonko Gazzari                        | 4 × 200 m Freistil                                                  | –                                    | im Vorlauf ausgeschieden |
| Schwimmen                            | Draško Vilfan                        | 100 m Freistil 100 m Rücken 4 × 200 m Freistil                      | –                                    | im Halbfinale ausgeschieden im Vorlauf ausgeschieden |
| Schwimmen                            | Branko Ziherl                        | Kunstspringen Turmspringen                                          | 10 20                                | 125,26 Punkte 78,28 Punkte |
| Turnen                               | Miroslav Forte                       | Mannschaft Einzel                                                   | 6 46                                 | |
| Turnen                               | Boris Gregorka                       | Mannschaft Einzel                                                   | 6 78                                 | |
| Turnen                               | Konrad Grilec                        | Mannschaft Einzel                                                   | 6 25                                 | |
| Turnen                               | Dimitrije Merzlikin                  | Mannschaft Einzel                                                   | 6 63                                 | |
| Turnen                               | Jože Primožič                        | Mannschaft Einzel                                                   | 6 31                                 | |
| Turnen                               | Janez Pristov                        | Mannschaft Einzel                                                   | 6 61                                 | |
| Turnen                               | Leon Štukelj                         | Ringe Mannschaft Einzel                                             | 6 32                                 | |
| Turnen                               | Jože Vadnov                          | Mannschaft Einzel                                                   | 6 56                                 | |
| Wasserball                           | Filip Bonačić                        | Wasserball                                                          | –                                    | in der Vorrunde ausgeschieden nach 1:4 gegen HUN, 3:4 gegen GBR und 7:0 gegen MLT                                                                                       |
| Wasserball                           | Luka Ciganović                       | Wasserball                                                          | –                                    | s. o. |
| Wasserball                           | Vinko Cvjetković                     | Wasserball                                                          | –                                    | s. o. |
| Wasserball                           | Miro Mihovilović                     | Wasserball                                                          | –                                    | s. o. |
| Wasserball                           | Ante Roje                            | Wasserball                                                          | –                                    | s. o. |
| Wasserball                           | Mirko Tarana                         | Wasserball                                                          | –                                    | s. o. |
| Wasserball                           | Bogdan Tošović                       | Wasserball                                                          | –                                    | s. o. |
|                                      |                                      |                                                                     |                                      | |
| Weibliche Teilnehmer aus Jugoslawien |                                      |                                                                     |                                      | |
| Sportart                             | Sportler                             | Disziplin                                                           | Platz                                | Bemerkung |
| Leichtathletik                       | Flora Hofman                         | 100 m Lauf                                                          | –                                    | im Vorlauf ausgeschieden |
| Leichtathletik                       | Vera Neferović                       | Diskuswurf                                                          | –                                    | im Vorkampf ausgeschieden mit 33,02 Meter |
| Leichtathletik                       | Vera Romanić                         | 100 m Lauf                                                          | –                                    | im Vorlauf ausgeschieden |
| Leichtathletik                       | Jelica Stanojević                    | Speerwurf                                                           | –                                    | im Vorkampf ausgeschieden mit 29,88 Meter |
| Leichtathletik                       | Zulejka Stefanini                    | 80 m Hürden                                                         | –                                    | im Vorlauf ausgeschieden |
| Fechten                              | Margit Kristijan                     | Florett                                                             | –                                    | ausgeschieden in der zweiten Runde |
| Fechten                              | Ivka Tavčar                          | Florett                                                             | –                                    | ausgeschieden in der ersten Runde |
| Turnen                               | Dragana Đorđević                     | Mannschaft                                                          | 4                                    | |
| Turnen                               | Ančka Goropenko                      | Mannschaft                                                          | 4                                    | |
| Turnen                               | Katarina Hribar                      | Mannschaft                                                          | 4                                    | |
| Turnen                               | Marta Pustišek                       | Mannschaft                                                          | 4                                    | |
| Turnen                               | Dušica Radivojević                   | Mannschaft                                                          | 4                                    | |
| Turnen                               | Olga Rajkovič                        | Mannschaft                                                          | 4                                    | |
| Turnen                               | Lidija Rupnik                        | Mannschaft                                                          | 4                                    | |
| Turnen                               | Maja Veršeč                          | Mannschaft                                                          | 4                                    | |